# Sabbat

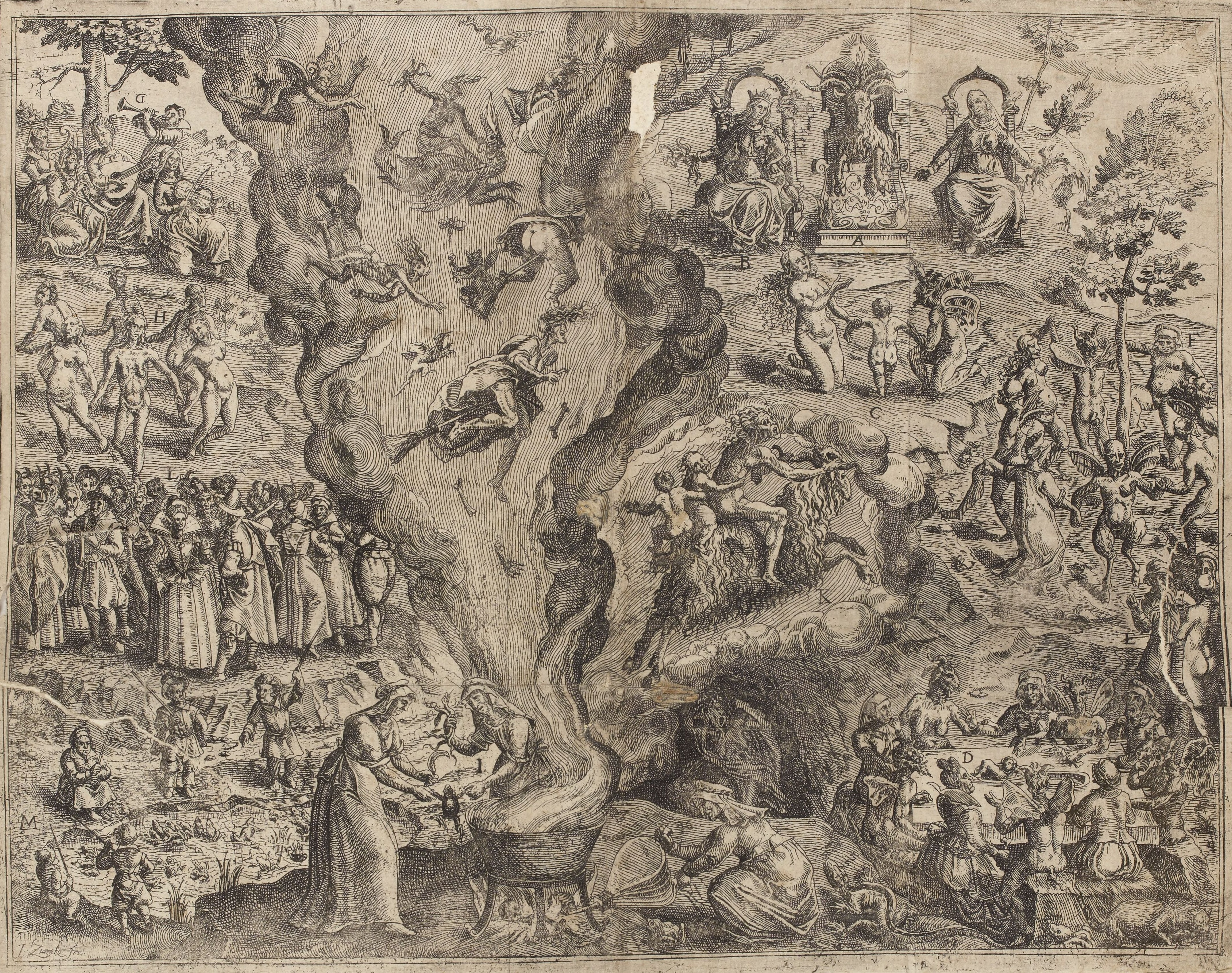
"Descrição e Figura do Sabbat dos Feiticeiros", gravura por Jan Ziarnko (1613) na segunda edição do Tableau de l’inconstance des mauvais anges et demons de Pierre de Lancre

O sabbat ou sabá das bruxas, também referido como sábado das bruxas ou aquelarre, é o nome dado a uma reunião daqueles que praticam bruxaria e outros ritos associados. Historicamente ligado ao Shabat por confusão e antissemitismo, não corresponde a um culto comprovado, mas sim a um conjunto de crenças cuja origem remonta a várias religiões pagãs e se cristaliza na literatura demonológica e inquisitorial dos tempos modernos. Posteriormente, torna-se um motivo fantástico na literatura e na arte.
Historiadores consideram que a região dos Alpes Ocidentais pouco antes e durante o Concílio de Basileia (1431–1449) foi o local em que as diferentes tendências populares (folclóricas) e teológicas convergiram para formar a imagem do sabá que se espalharia posteriormente por toda a Europa. Características distinguíveis que normalmente estão contidas no estereótipo do sabá das bruxas incluem uma fuga delas, uma reunião a pé ou a animal, banquetes e danças.

## Etimologia
| |  |  |
| Comparação das representações de uma bruxa "contemporânea" à esquerda e a de judeus alemães (vestindo o Judenhut) imposta na Idade Média, à direita. |  |  |

Não se confunde o "sábado das bruxas" que é uma instituição lendária, com a palavra S(h)abbath ou Shabat (no judaísmo) ou com o sábado (no cristianismo) que é o sétimo dia da semana, um tempo tradicional de oração e descanso religioso para os judeus de todos os tempos ou para cristãos fiéis ao cristianismo primitivo. Nem o sábado (das bruxas) é sinônimo de missa negra; esta é mencionada posteriormente nas fontes, não sendo um elemento necessário à conspiração de bruxas, e por vezes ocorre apenas como um momento deste "sábado" e mais um rito de inversão de ortodoxia intencionalmente místico e sacrílego. Em locais protestantes, autores de demonologia não teriam interesse de descrever os sabás como a inversão de uma liturgia católica, o que seria legitimá-la (assim também não relatavam orgias e canibalismo, associadas como anti-cerimônia de casamento católica e anti-Eucaristia, já que consideravam esta herege, errônea e ineficaz).
A palavra sab(b)at vem do hebraico שבת shābbath, "sábado", derivado do verbo shābath que significa "parar, descansar" (cf. Gen. 2, 2-3), passando para o grego σαβατον e depois para o latim sabbatum.

Para o historiador Pierre-François Fournier, o termo sabat é atestado por seu derivado sabateis utilizado no poema intitulado La Vengeance Raguidel, provavelmente escrito no início do século XIII, com o significado de "grande balbúrdia", e refere-se às reuniões dos hereges ensavatés ou ensabatés ("ensabatados"), ou seja, dos valdenses, mas numa época em que ainda não existia a noção de cerimônia noturna de feiticeiros. Em 1194, o termo inzabbatos fora usado para descrever os valdenses no norte da Espanha.

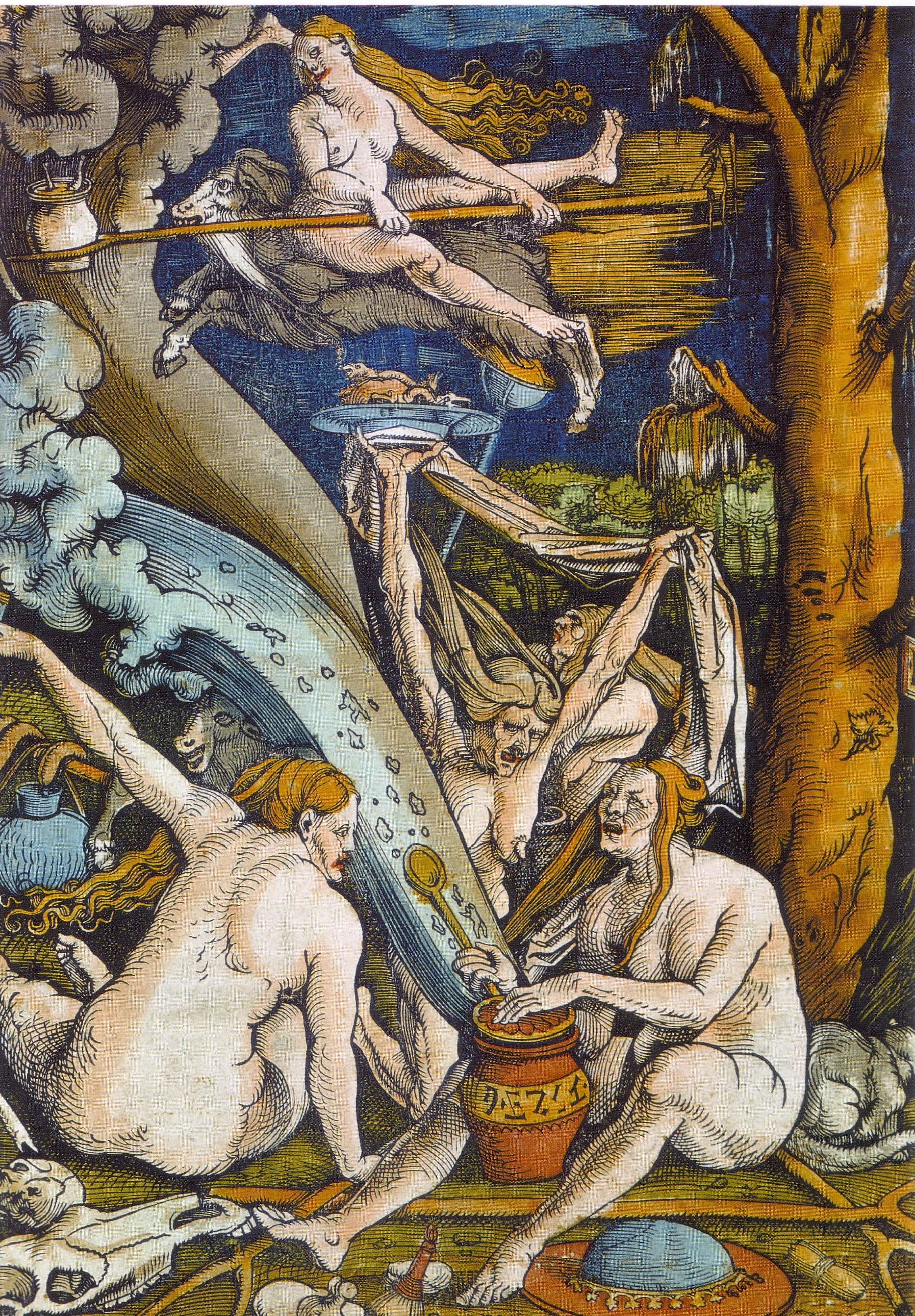
"As bruxas" (Die Hexen, 1508-10), xilogravura do artista alemão Hans Baldung, usando atributos atribuídos também aos judeus.

A partir de 1438 apenas que se começa a repudiar os "feiticeiros" por se encontrarem à noite e cometerem todos os tipos de crimes. O termo continua sua evolução semântica e designa os ritos de várias seitas ou religiões estranhas ao catolicismo, como os das vauderies (ex: vauderie de Arras em 1459-61) e os da sinagoga.
Continuando a sua degradação semântica, a palavra sabat (idêntica à palavra hebraica) aparece em 1453 e depois sabbath em 1475 (continuando a ser usada nesta forma e exclusivamente com referência ao shabath do Judeus) sempre com a ideia de alvoroço e desordem. A hesitação etimológica recai, portanto, sobre uma origem valdense passando depois para o judaísmo ou sobre uma dupla origem, valdense no século XIII e judia no século XV.
Na Idade Média, certos textos demonológicos cristãos chegaram a qualificar o sabá das bruxas como "sinagoga das bruxas" ou "sinagoga do diabo" (ou vice-versa), inspirando-se de forma abusiva e maliciosa na expressão evangélica "Sinagoga de Satanás do Apocalipse (II, 9; III, 9), sem dúvida por esta origem analógica entre os dois termos (sábado judaico e sábado das bruxas), mas também porque se consideravam então ritos e costumes judaicos "como a quintessência da perversão" devido antijudaísmo (depois antissemitismo)―judeus e bruxas, incidentalmente mostrando atributos semelhantes na iconografia e literatura medievais. Após menções a vaudoisies, a Inquisição espanhola usou em meados do século XV, por exemplo, sob a pena do franciscano Alfonso de Espina (Fortalitium fidei, Valladolid, 1459), o termo "sábado", por homonímia tingida de antissemitismo com o Shabat, o que era feito na era medieval segundo o mesmo processo do termo "cabala"). A palavra, portanto, parece ser um uso figurativo ou estendido e malicioso do Shabat, a festa semanal dos judeus (antigos e contemporâneos), fantasiada pelos católicos.
Outros estudiosos viram na palavra sabbath um derivado de Dionysus sabazius (Σαβάζιος) (deus traco-grego da cerveja e do vinho); da palavra sabae (cabra); ou ainda outros, como a linguista e antropóloga Margaret Murray, do verbo esbattre cuja raiz (esbat: golpe, agitação, diversão) é comum às línguas românicas. Em alguns textos, o sabá na verdade é chamado esbá.

### Popularização do termo

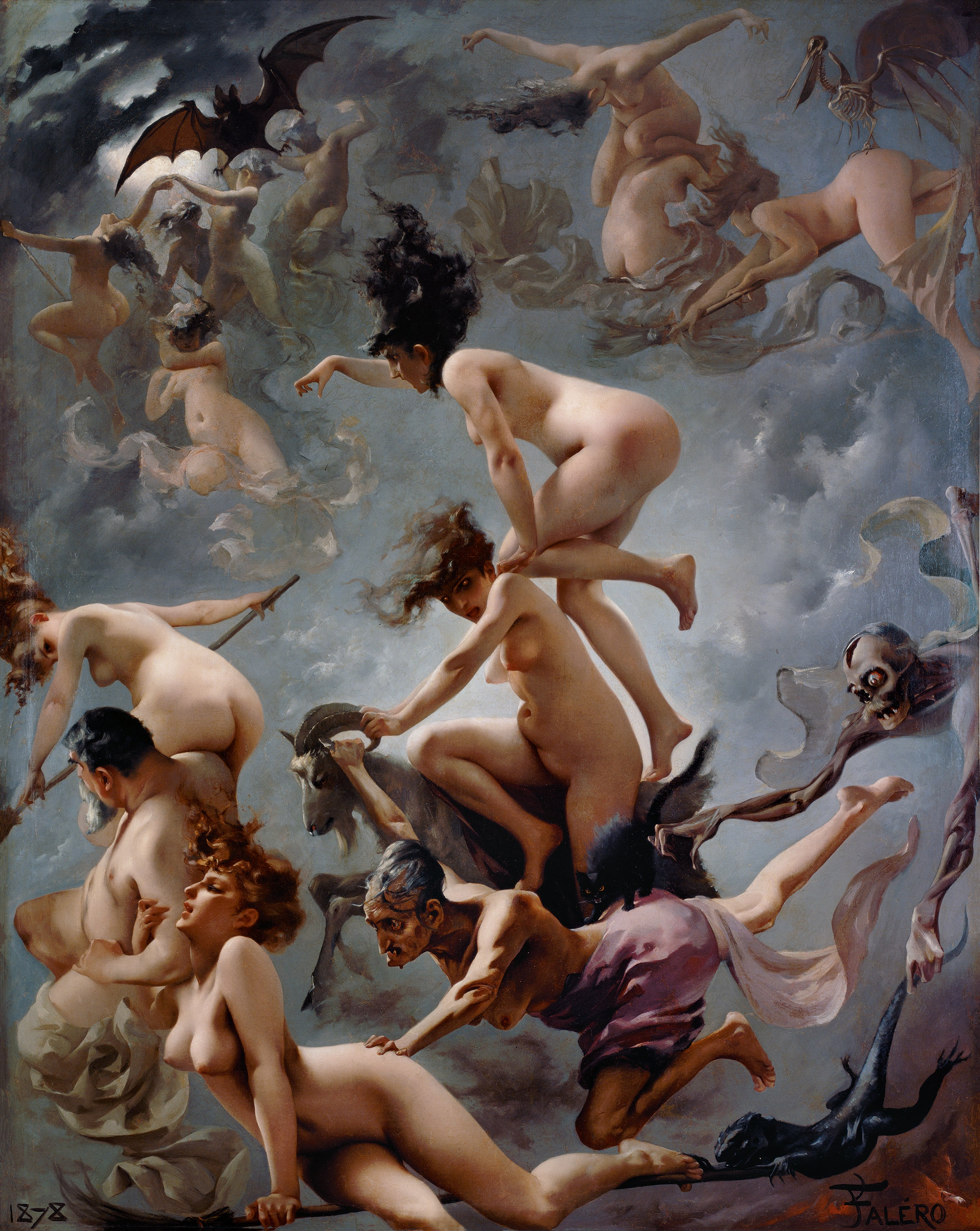
Brujas yendo al Sabbath ("Bruxas indo ao sabá") (1878) por Luis Ricardo Falero

Antes do final do século XIX, é difícil localizar qualquer uso do termo sabbat para denotar uma suposta reunião de bruxas na esfera anglófona e germânica. A palavra é usada por Henry Charles Lea em sua História da Inquisição da Idade Média (1888). Escrevendo em 1900, o historiador alemão Joseph Hansen, que era correspondente e tradutor alemão da obra de Lea, frequentemente usa a frase abreviada hexensabbat para interpretar registros de julgamentos medievais, embora qualquer termo consistentemente recorrente seja visivelmente raro nas abundantes fontes latinas que Hansen também fornece (ver mais sobre vários sinônimos latinos, abaixo).
Em contraste com os homólogos alemães e ingleses, os escritores franceses (incluindo autores francófonos que escrevem em latim) usaram o termo com mais frequência, embora ainda relativamente raro. A palavra sabat apareceu em 1446 em um processo de uma feiticeira em Paris. Em 1438 e 1460, termos aparentemente relacionados synagogam e sinagoga de Satã eram um termo mais comuns a essas assembleias e foram usados para descrever os valdenses por inquisidores na França. Esses termos podem ser uma referência a Apocalipse 2:9. ("Eu conheço a blasfêmia daqueles que dizem que são judeus e não são, mas são a sinagoga de Satã"). Escrevendo em latim em 1458, o autor francófono Nicolas Jacquier aplica synagogam fasciniorum ao que ele considera uma reunião de bruxas.
Cerca de 150 anos depois, perto do auge da fobia das bruxas e das perseguições que levaram à execução de cerca de 40.000 a 100.000 pessoas, com cerca de 80% sendo mulheres, os escritores francófonos ainda parecem ser os principais usando esses termos relacionados, embora ainda com pouca frequência e esporadicamente na maioria dos casos. Lambert Daneau usa sabbatha uma vez (1581) como Synagogas quas Satanica sabbatha. Nicholas Remi usa o termo ocasionalmente, bem como synagoga (1588). Jean Bodin usa o termo três vezes (1580) e, do outro lado do canal, o inglês Reginald Scot (1585) escrevendo um livro em oposição à bruxafobia, usa o termo apenas uma vez ao citar Bodin.[carece de fontes?]
Em 1611, Jacques Fontaine usa sabat cinco vezes escrevendo em francês e de uma forma que parece corresponder ao uso moderno.[carece de fontes?] No ano seguinte (1612), Pierre de Lancre parece usar o termo com mais frequência do que qualquer um antes. Escrevendo mais de duzentos anos depois de Pierre de Lancre, outro escritor francês Lamothe-Langon usa o termo (presumivelmente) traduzindo para o francês um punhado de documentos da inquisição no sul da França que foram perdidos ou destruídos. Joseph Hansen citou Lamothe-Langon como uma das muitas fontes. Porém, em 1970, os historiadores Norman Cohn e Richard Kieckhefer afirmaram que Lamothe-Langon era um impostor e que suas fontes eram forjadas.
Em 1668, data posterior aos grandes julgamentos europeus de bruxas, o escritor alemão Johannes Praetorius publicou Blockes-Berges Verrichtung, com o subtítulo "Oder Ausführlicher Geographischer Bericht/ von den hohen trefflich alt- und berühmten Blockes-Berge: ingleichen von der Hexenfahrt/ und Zauber-Sabbathe/ so auff solchen Berge die Unholden aus gantz Teutschland/ Jährlich den 1. Maij em Sanct-Walpurgis Nachte anstellen sollen". Conforme indicado, Praetorius tentou dar um "Relato geográfico detalhado da grandemente admirável, antiga e famosa Blockula, também sobre a jornada das bruxas e os sabás mágicos".

## Histórico

### Formação do mito

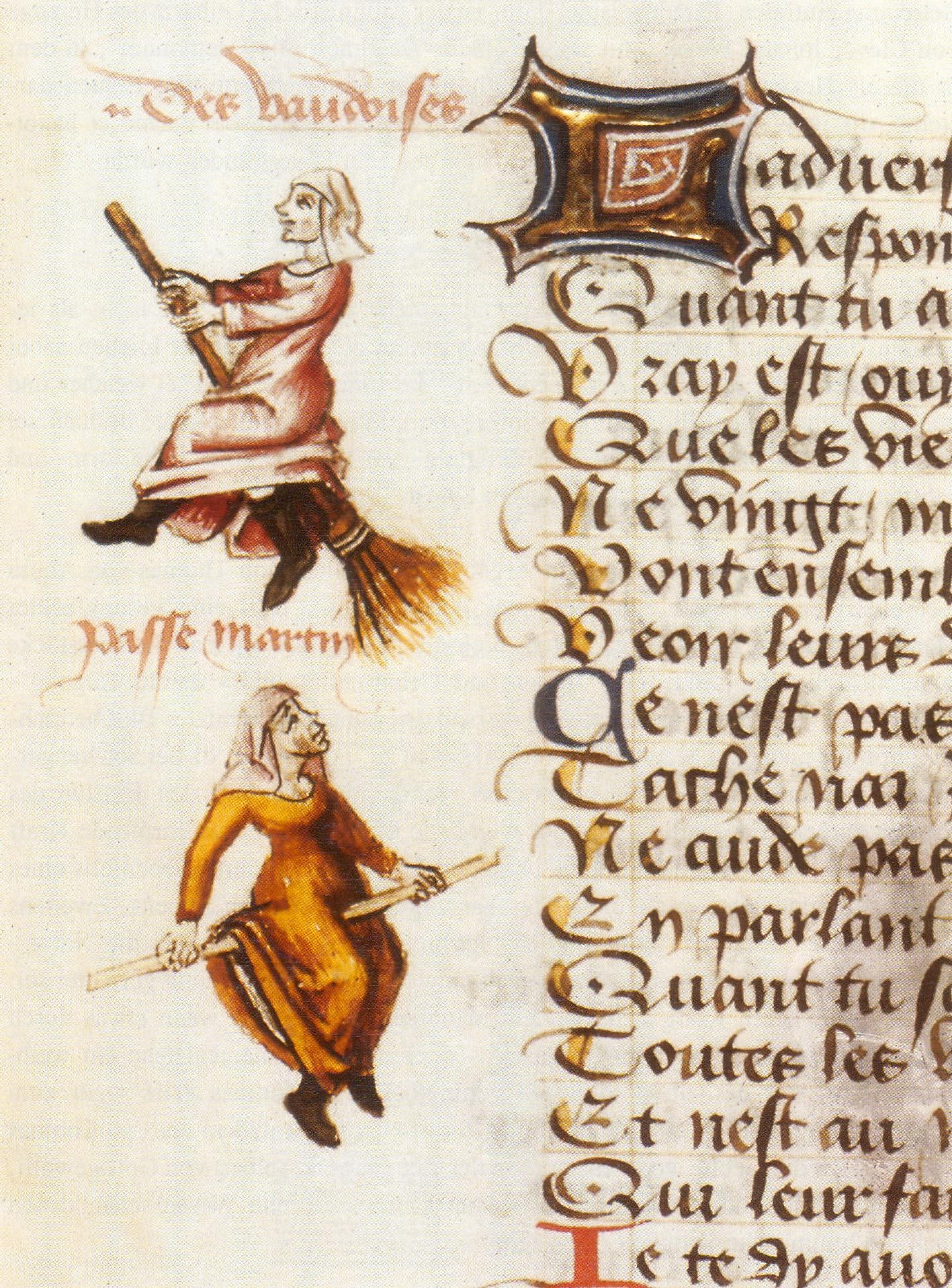
Iluminura representando a transvecção (voo) de duas bruxas em uma vassoura e um cajado.
Martin Le Franc, Le Champion des dames, século XV

O estereótipo do sabá das bruxas formou-se por volta de 1400-1430 nos Alpes, mais precisamente em Valais e nas dioceses de Sion e Lausanne. Jean-Michel Sallmann assim enuncia as sequências: há bruxos e bruxas, untam seus corpos com um unguento feito com a carne de crianças sacrificadas ritualmente, voam pelo ar velozes e distantes montados em animais ou vassouras, depois se reúnem em um lugar remoto, participam de uma cerimónia presidida pelo Diabo que é representado por uma cabra, adoram o Demônio e beijam-lhe o ânus (osculum infame), negam a fé cristã, pisoteiam as insígnias do cristianismo, a cerimónia termina com uma orgia geral onde bruxos acasalam com demônios súcubos e bruxas com demônios íncubos. Segue-se uma grande festa durante a qual são devoradas crianças que foram mortas ritualmente.
O surgimento do sabá deve ser também relacionado à crise da sociedade europeia no século XIV, que viu uma sequência de perseguições contra grupos marginais: leprosos, judeus e hereges (notavelmente valdenses). O longo período de atividade inquisitorial favoreceu a convergência da caça contra heresias e sectários feiticeiros.
Segundo a perspectiva de diversos estudiosos, como Carlo Ginzburg, vários elementos míticos e folclóricos, como os dos benandanti friulianos e os kresniki dálmatas, agregaram ao longo dos séculos antes de formar o sabá. Um substrato céltico teria também alimentado a tradição funerária popular, a literatura erudita e os cultos extáticos, visíveis tanto nas páginas de A guerra dos godos de Procópio de Cesareia como na Matéria da Bretanha.
Estratos mitológicos e xamanísticos, tanto de cura quanto de malefícios, o folclore da caçada selvagem (cavalgada de almas à noite em busca de uma presa animal ou humana) ou das chamadas estrigas (strigae), bruxas canibalísticas, são evidentes nas fontes do sabá. A palavra era derivada de strix (estrige), que na antiguidade romana eram consideradas criaturas cruéis que voavam à noite para devorar crianças e drenar as forças dos adultos. No Romance da Rosa (século XIII), há referência às estrigas (estries) que acompanham a Dama Abundância e as "boas damas" em perambulações, invadindo casas. Essa e outras referências às chamadas "boas mulheres" que faziam caminhadas noturnas, também em forma de espíritos, foram incorporadas no imaginário da bruxaria, e podem ser parte de crenças pan-europeias sobre grupos de mulheres associadas a fadas e parcas, cujas reuniões são chamadas em algumas fontes de o "bom jogo" ou "jogo de Diana".
As assembleias femininas possivelmente ligadas a divindade feminina e folclore de fadas de fato podem ser um elemento popular compartilhado de fundo ao conceito de sabá, sobre as quais ocorria a demonização por meio das visões dos inquisidores; porém as evidências esparsas não possibilitam afirmar que elas eram amplamente difusas sobre a Europa como um sistema de crença homogêneo e coerente; há que se levar em conta a diferenciação regional.
Também houve um lastro da tradição clássica antiga que influenciou em alguns detalhes o folclore sobre a reunião de bruxas e sua representação moderna: por exemplo, nas narrativas sobre infanticídio, canibalismo, orgias e voos, encontradas em relatos de autores como Ovídio, Apuleio e Plauto; ou também a figura de velhas mulheres, a partir de estátuas antigas como a de Velha Bêbada (anus ebria). Os fenômenos do menadismo da Grécia Antiga e das bacanálias na Roma Antiga, que envolviam a reunião de mulheres em rituais, persistiram nos retratos modernos da presença de danças sensuais e música no sabá. Era comum no imaginário popular da Roma Antiga associar bruxas más a reuniões noturnas de mulheres, frequentemente em contexto fúnebre, em que elas cantavam nênias. No relato de tratados dos séculos XVI e XVII que atacavam o paganismo, as mênades e bacantes foram atribuídas como sendo bruxas originárias do sabá, como afirmavam por exemplo Pierre Crespet, François de Rosset e François Hédelin. Com bastante inspiração do relato de As Bacantes de Eurípides, a admiração por cultos menádicos dionisíacos envolvendo a dança e êxtase feminino continuaria no século XIX, por exemplo na Noite de Santa Valburga descrita no Fausto por Goethe, e entre autores e artistas vitorianos ingleses.
Regino de Prüm, em uma coleção de instruções para bispos conhecida como cânone Episcopi (906), listou as superstições a serem erradicadas das paróquias. Nela se encontra uma das primeiras passagens que servem de fonte à descrição de uma reunião de mulheres noturna, transgressiva e pagã:
"Não se deve omitir, de fato, que certas mulheres criminosas, que se voltaram para Satã e são seduzidas por ilusões de demônios e por fantasmas, acreditam e confessam abertamente que durante a noite cavalgam certas bestas junto com a deusa dos pagãos Diana e uma hoste incontável de mulheres; que elas passam por muitas terras na silenciosa calada da noite; que obedecem às suas ordens como às de uma senhora e que em certas noites são chamadas a seu serviço."
Um século depois, Burcardo de Worms refere-se a crenças semelhantes em seu Decretum, de mulheres que afirmam ter sido forçadas a acompanhar demônios em procissões noturnas, a devorar homens batizados ou a lutar em meio às nuvens. Ele faria citação ao Episcopi em seu texto de 1008–12, em que usou o termo "estrige" em referência a uma mulher líder da cavalgada. Para esses teólogos, tais histórias ainda são apenas fruto de uma imaginação diabólica: eles são tidas como crimes reais apenas a partir do século XV.
Na Alta Idade Média, as reuniões noturnas parecem ser chamadas de bonesozes, "boas coisas" ou em italiano bensozia, e o dominicano Etienne de Bourbon ainda as descreve no século XIII como bone res (boas coisas), onde se juntam a Diana.
Ronald Hutton encapsulou o sabá das bruxas como uma construção essencialmente moderna, dizendo:
"[Os conceitos] representam uma combinação de três componentes míticos mais antigos, todos ativos à noite: (1) Uma procissão de espíritos femininos, geralmente acompanhados por seres humanos privilegiados e muitas vezes liderados por uma mulher sobrenatural; (2) Um caçador espectral solitário, considerado demoníaco, amaldiçoado ou de outro mundo; (3) Uma procissão de mortos humanos, normalmente pensada como vagando para expiar seus pecados, muitas vezes barulhenta e tumultuada, e geralmente consistindo daqueles que morreram prematura e violentamente. O primeiro deles tem origem pré-cristã e provavelmente contribuiu diretamente para a formulação do conceito de sabá das bruxas. Os outros dois parecem ser medievais em seu início, com o terceiro diretamente relacionado à crescente especulação sobre o destino dos mortos nos séculos XI e XII."

### Teorização demonológica e rastreamento inquisitorial
Em 4 de setembro de 1409, o papa Alexandre V dirigiu uma bula ao franciscano e inquisidor geral Ponce Fougeyron denunciando a disseminação de novas seitas e ritos proibidos por instigação de judeus e cristãos, condenando a prática generalizada de adivinhação, magia e artes proibidas. A área em causa estendia-se da diocese de Genebra à de Avignon, passando pelo Dauphiné e pelo Condado Venaissin. Escrito entre 1435 e 1437, o Formicarius do dominicano Johannes Nider, reunindo informações do juiz Peter von Greyerz e do inquisidor de Évian, insiste na difusão de feitiços malignos e esboça a ainda incomum imagem de uma seita de feiticeiros.
As pregações de Bernardino de Siena em vernáculo, no norte da Itália, desempenham um papel na formação do mito do sabá. Condenam as práticas geralmente associadas à feitiçaria, em particular a fabricação de unguentos a partir de plantas e gordura humana, ingrediente utilizado em cerimônias noturnas com o demônio. O pregador franciscano mantém-se fiel aos ensinamentos do cânone Episcopi quanto às práticas destes oficiantes ocultos, mas não acredita na sua realidade, ao contrário dos estratos populares. A existência destas realmente dividiu a sociedade toscana na década de 1420.
Segundo Sarah Ferber, grande parte do imaginário do sabá foi construído a partir da interação de exorcistas europeus com pessoas que apresentavam o fenômeno de êxtase e alegada possessão espiritual no século XV, as quais produziam relatos sobre seus sonhos, visões e memórias distorcidas obtidas por meio do ritual eclesiástico.
Uma das primeiras caçadas às bruxas documentadas ocorreu no cantão de Valais no final da década de 1420 e início da década de 1430. As caças às bruxas em larga escala não dependiam, porém, necessariamente do conceito de sabá. Em países protestantes com intensas perseguições contra elas, como na Inglaterra ou Suécia, os sabás não eram tidos como tendo papel e só esporadicamente e mais tardiamente se encontraram em tribunais. Assim também se deu em algumas regiões católicas.
Uma primeira tentativa de teorizar o sabá e a fuga das bruxas foi escrita por um autor anônimo entre 1430 e 1440, intitulada Errores Gazariorum. Em 1453, o pregador Guillaume Adeline foi condenado por pertencer a uma seita de feiticeiros, negar o sabá e afirmar que o roubo de bruxas era na verdade produto de uma ilusão diabólica. Demonologistas franceses como Nicholas Jacquier ou Pierre Mamoris se apoiam sobre esse processo para pedir a intensificação da repressão judicial contra as manifestações demoníacas. A discussão sobre a realidade ou a ilusão do sábado é muito debatida durante este período em Franche-Comté, como evidenciado por uma passagem do Champion des Dames de Martin Le Franc.

No século XV, Jacques Du Clercq dá uma das primeiras descrições do sábado das bruxas, que ele atribui aos valdenses:
"Então o inquisidor declarou que os acima citados haviam estado em vauderie, da seguinte forma: quando eles queriam ir em vauderie, besuntavam-se com um unguento que o diabo lhes havia dado; eles esfregavam uma pequena haste de madeira com ela e folhas de palmeira em suas mãos; punham esta vara entre as pernas, voavam para onde queriam, e o diabo os levava ao local onde deveriam fazer a dita assembleia..."

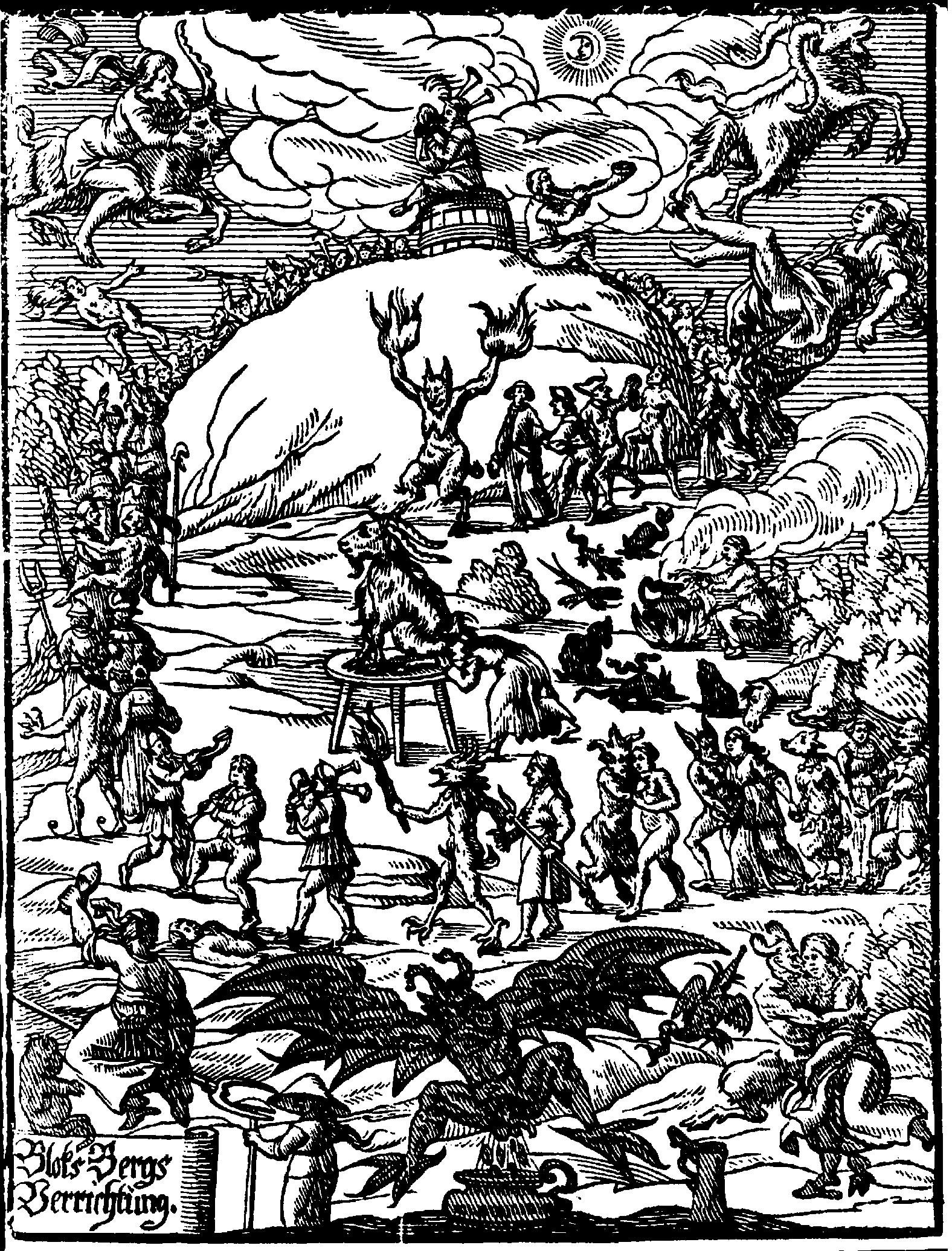
Visões do sabá por Johannes Praetorius, 1668

Em 1486-1487, dois dominicanos renanos, Jacob Sprenger e o inquisidor Heinrich Kraemer, no Malleus Maleficarum ("O Martelo das Bruxas"), sustentam a tese da conspiração satanista e da seita dos feiticeiros.
O Tractatus de hereticis et sortilegiis (1536) de Paolo Grillandi teve grande contribuição como uma das principais fontes de descrição sobre o sabá.

Em 1609, Pierre de Lancre, no Tableau de l'inconstance des mauvais anges et démons, fornece a mais detalhada descrição do sabá de bruxas do período moderno inicial. Essa é também uma das primeiras obras escritas a associar o sabá a uma missa negra:
"Dançar indecentemente, festejar imundamente, acasalar-se diabolicamente, sodomizar execravelmente, blasfemar escandalosamente, vingar-se insidiosamente, correr atrás de todos os desejos horríveis, sujos e não naturais brutalmente, manter sapos, víboras, lagartos e todos os tipos de veneno preciosamente, amar um bode fedorento ardentemente, acariciá-lo com amor, familiarizar-se e acasalar-se com ele horrivelmente e impudentemente: não são esses os traços desregrados de uma leviandade sem igual e uma inconstância execrável?"
Em episódios na Suécia e no País Basco, milhares de crianças depuseram sobre descrições de sabás das bruxas, alegando que teriam sido raptadas por bruxas durante o sono, em uma "epidemia de sonhos". Entre 1668 e 1676, houve perseguições a bruxas na Suécia pelo que ficou chamado de "história de Blåkulla"; nela, cerca de 250 pessoas foram executadas devido à alegada abdução: as crianças desapareciam à noite e depois relatavam terem sido conduzidas por bruxas em animais voadores em uma viagem ao mítico local Blåkulla. Diversas crianças testemunhavam sobre o que ocorria nesses sabás, sujeitas à pressão das confissões por parentes e juízes, induções pelo questionário fechado, e às suas imaginações. Já nas perseguições do Aquelarre basco, de 1609 a 1614, apesar das similaridades nos relatos das crianças―tais como afirmarem a ocorrência de danças, presença de comida, atividades sexuais, pactos, hierarquias e profanação de práticas cristãs―os relatos são menos detalhados sobre a jornada; há diferenças também sobre o material de que eram feitos os unguentos, sobre o quê as crianças voavam, as datas da semana em que ocorriam, e quais figuras protetoras apareciam a elas, como anjos e Virgem Maria.

### Ceticismo e declínio
Já na época das perseguições, havia tanto defensores quanto oponentes dos julgamentos de bruxas que consideravam os relatos do sabá como sendo "fantasia" ou "ilusão", inclusive inquisidores que afirmavam-nos como tendo sido sonhos. Em 1489, Ulrich Molitor, em seu De Lamiis et Pythonicis Mulieribus (De lâmias e pítias mulheres), pronuncia-se sobre a natureza parcialmente ilusória do crime de bruxaria, mesmo que ele não negue o sabá, mas sim aspectos sobrenaturais como o voo. Em seu De praestigiis daemonorum ac incantationibus de 1563, Johann Wier, médico da corte em Cleves, afirma que o diabo age por meio de sonhos, humores e imaginação para sugerir fantasias de bruxaria. Muitas vezes considerado minoritário e radical, suas teorias são, no entanto, parcialmente baseadas nas de Molitor e Tomás de Aquino.
Montaigne sugeriu que a feitiçaria deriva da melancolia; no ensaio Des Boiteux ele de fato aconselha tratar essas mulheres com heléboro, um suposto remédio para doenças mentais.
Em meados do século XVII inicia-se a atenuação da perseguição à feitiçaria e as crenças associadas ao sabá, como o tema do exército dos mortos, começando a ser comentadas numa perspectiva histórica e distanciada.

## Cerimônia

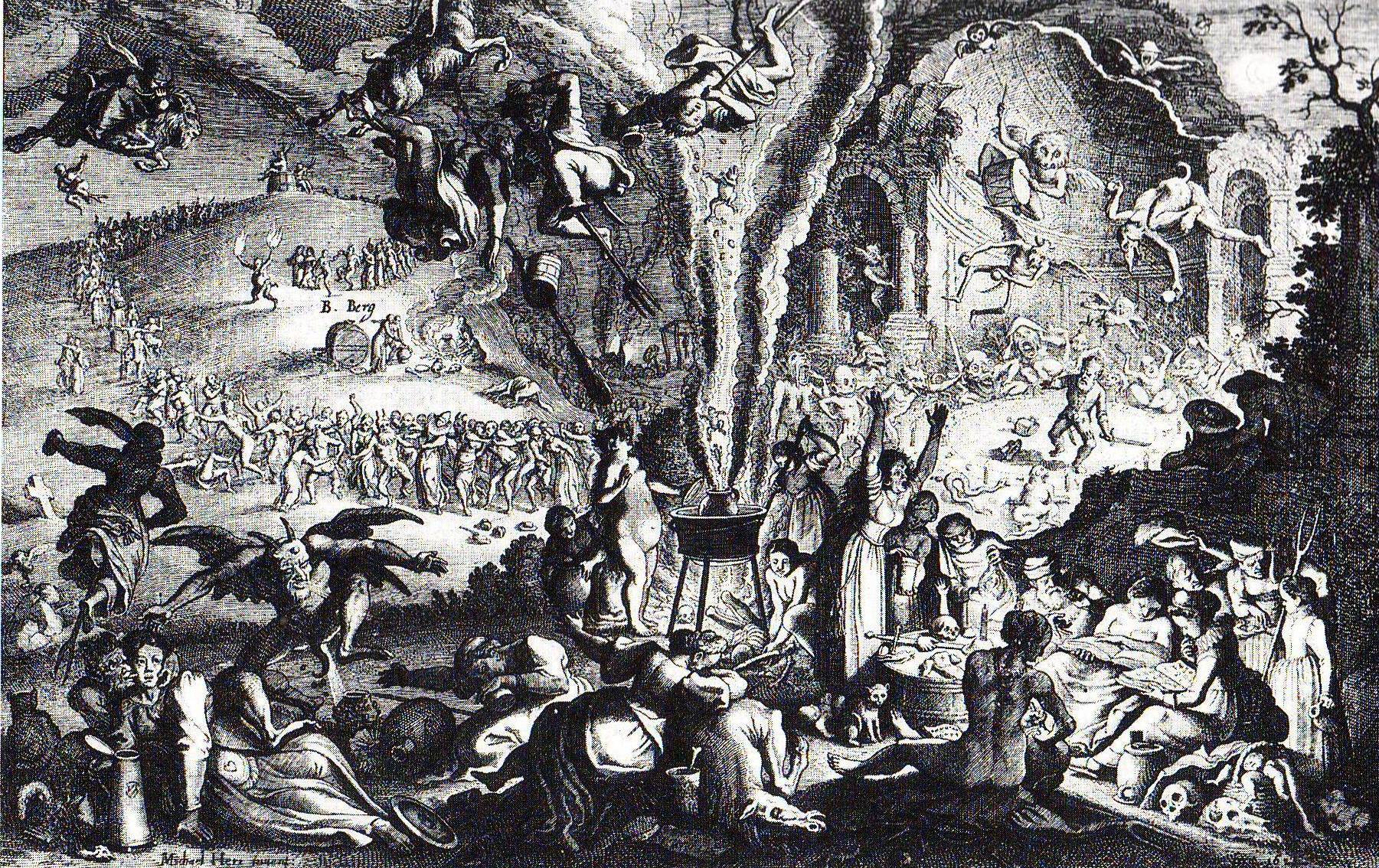
"Sabá de Bruxa no Monte Brocken" por Michael Herr, 1650

Segundo a tradição, os contos e as lendas, o "sabá das bruxas celebra-se numa clareira, charneca ou encruzilhada, à noite num local deserto, perto de uma nascente ou chafariz, ou num local que apresente uma particularidade topográfica, como o cume de uma colina, um rochedo ou um amontoado de pedras, ou um local conhecido desde a pré-história, como uma dólmen, ou simplesmente uma grande árvore secular, ainda na natureza e em contato com ela.

### Datas
O sabá das bruxas nos relatos não ocorre particularmente aos sábados, mas sim em grande parte na véspera dos feriados cristãos, como se registra de bruxas francesas e vascas, muitas vezes realizado em noites de quinta-feira. Não há tanto acordo quanto às datas em que supostamente aconteciam, como pensava Margareth Murray. Há quem associe a solstícios ou equinócios, e também a festivais como o 2 de fevereiro (data da Candelária e também da festa celta Imbolc), 1 de maio (Noite de Santa Valburga e também Beltane), 1 de agosto (Lammas) ou 1 de novembro (Dia de Todos os Santos e também Halloween/Samhain). Associar o sabá a festas pagãs de dança, como as bacanais (ver também: bacantes) e as lupercálias, foi um topos em tratados de demonologia.
Demonologistas como Jean Bodin acham que o momento privilegiado foi entre segunda e terça-feira, o mais "saturniano" de acordo com Abraham Aben Esra.

### Dança

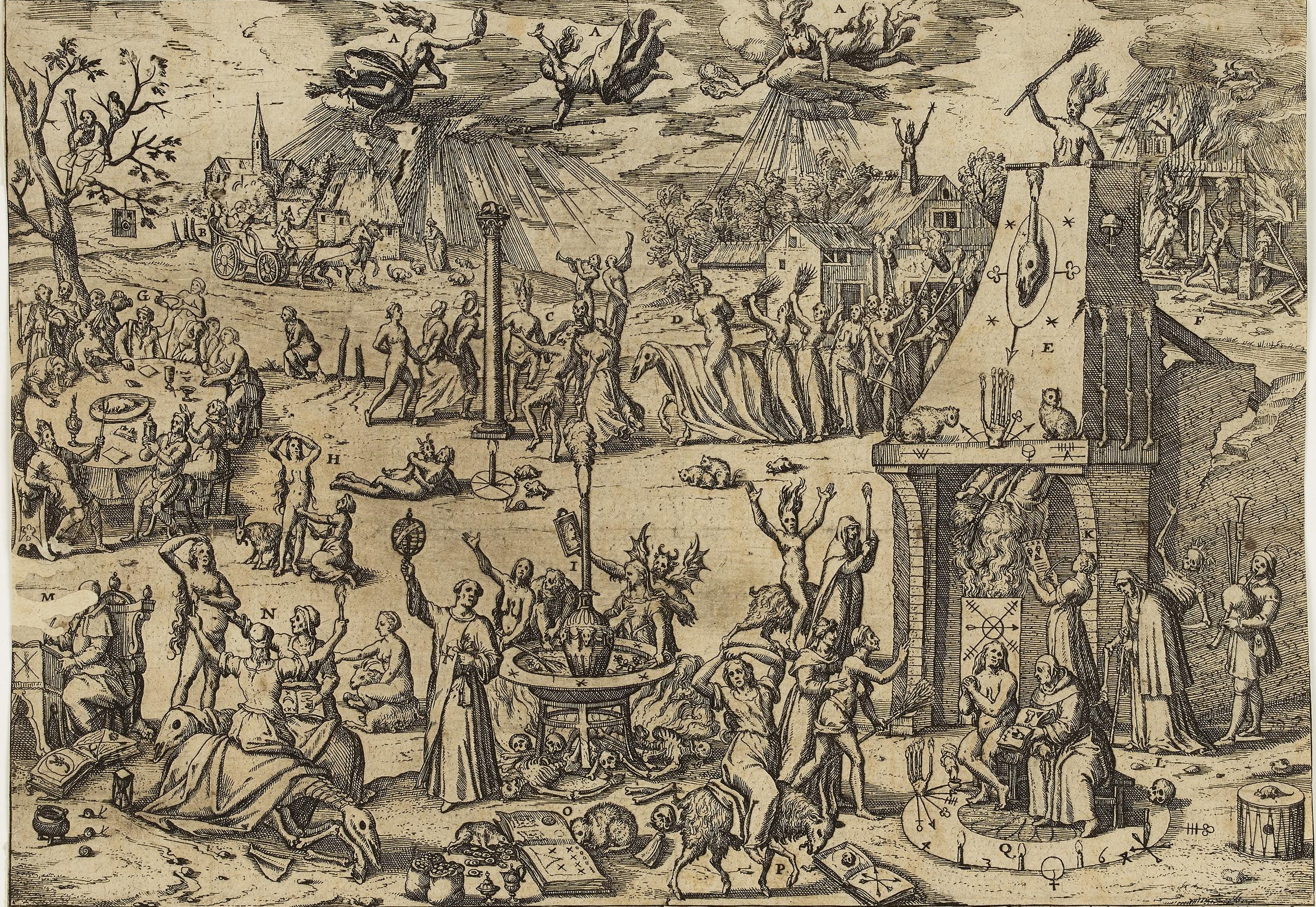
Gravura de 1593 em que se apresenta em totalidade a representação de um Sabá de bruxas em Trier, pela primeira vez incluindo visualmente uma dança em massa.

Já em 1343 se encontra uma alusão a uma dança de bruxas (ronda sabática) num julgamento em Toulouse. Jules Michelet cita-a no capítulo 11 de La Sorcière. Porém é apenas a partir da década de 1590 que a dança de bruxas será incorporada às imagens e considerada um componente fundamental do Sabá. A dança tornou-se um aspecto recorrente dessas reuniões clandestinas, rurais e populares. O demonologista Henry Boguet, assim como Pierre de Lancre no início do século XVII, mencionam que os oficiantes dançam em círculo de costas uns para os outros. Em particular, praticam-se "danças novas", "lúbricas", chamadas mesmo de "endiabadas", como a volta, a chicona ou a sarabanda, "dança da mais atrevida e obscena que pode ser vista". Pierre de Lancre ainda acrescenta que "[as bruxas] só iam ao sabá para dançar". Aqueles "bailes populares clandestinos" livres, onde ocorria o divertimento desvinculado dos constrangimentos religiosos, onde se divertir (segundo uma das etimologias acima referidas) poderia depois conduzir a outras licenças sexuais ou contrarreligiosas.

### Desenfreamento sexual
Os demonologistas ajudaram a formar a imagem das bruxas com sexualidade impetuosa. Nesta perspectiva, o sabá é representado como o pretexto para orgias sexuais, liberando todas as transgressões na matéria (incesto, sodomia, bestialidade, etc.). Do ponto de vista inquisitorial, elas marcam o triunfo do fogo sombrio e estéril do demônio em oposição ao fogo purificador da fogueira. A representação do diabo em forma de cabra, visível desde o século XV em três iluminuras do Traite du crisme de Vauderie do teólogo Jean Taincture, remete a essa simbolização sexual, além de ser uma usurpação do cordeiro crístico.

## Historiografia

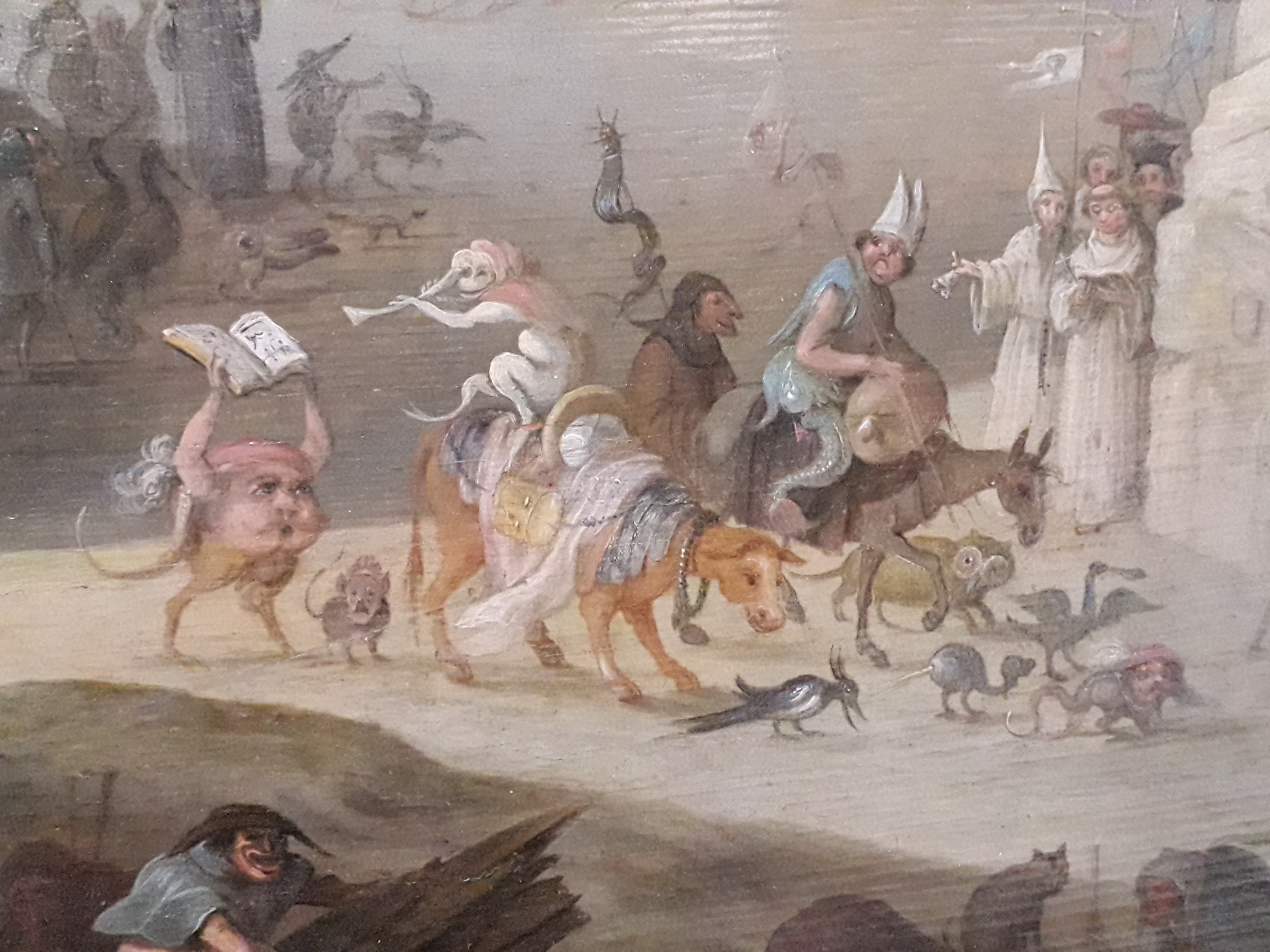
Detalhe do "Sabá das bruxas" (Heksensabbat) de N. Claes Jacobz van der Heck (1635), onde a analogia judaica pode ser representada através da personagem montada num burro e ostentando uma coriza específica do auto de fé da Inquisição.

No final da década de 1960, o tema da bruxaria ainda era periférico nos estudos históricos. A pesquisa de assembleias de bruxas retomou foco na década de 1980. Ele decolou devido ao crescente interesse por grupos subalternos, à ascensão de movimentos feministas e à redescoberta de culturas ameaçadas ou destruídas pelo capitalismo. Como no passado, a pesquisa se concentra principalmente nos perseguidores, e não nos perseguidos. Em um ensaio de 1967 em The Crisis of the Seventeenth Century, Hugh Trevor-Roper justifica essa abordagem considerando que essas crenças só se tornam dignas de estudo por causa de sua adoção por homens educados. No entanto, os pesquisadores têm se esforçado de forma mais geral para delimitar o campo e integrar as contribuições das ciências sociais, como o antropólogo Alan Macfarlane, atentos aos mecanismos de denúncia de bruxaria e não às suas causas.
Em 1921, Margaret Murray, em The Witch-Cult in Western Europe, argumentou que o sabá era a cerimônia central de um culto pré-cristão relacionado à fertilidade. Esta tese, no entanto, foi refutada pela historiografia posterior. Murray notavelmente interpretou os julgamentos de feitiçaria como relatos confiáveis e não crenças que não fornecem evidências de um organizado. No entanto, esta abordagem testemunha um esforço de integração da dimensão simbólica das crenças, contrariando uma historiografia influenciada pelo funcionalismo antropológico, como ilustra a imponente monografia de Keith Thomas publicada em 1971, Religion and the Decline of Magic, que avança explicações sociológicas, psicológicas e intelectuais. Se historiadores como Richard Kieckhefer defenderam a ideia de uma origem primariamente erudita do sabá, forjada por inquisidores e demonologistas, esta conclusão foi contestada pela evidência da integração de crenças antigas e dispersas na cultura popular. Em seu estudo The Witches' Sabbath, Carlo Ginzburg, admitindo a falta de valor científico da obra de Murray, pretende mostrar que eles possuem um núcleo de verdade ao levar a sério as confissões das bruxas sem buscar o índice de um culto comprovado, em outros palavras para trazer à tona a realidade de superstições e práticas populares. Uma das dificuldades desta pesquisa deve-se à natureza desta documentação inquisitorial, denunciando as categorias de pensamento dos perseguidores. A diferença entre os relatos estereotipados dos sabás malignos e os relatos dos réus denuncia a existência de um padrão cultural descartado, que leva Ginzburg a postular as raízes folclóricas do sabá.

### Controvérsia sobre a realidade de um sabá demoníaco

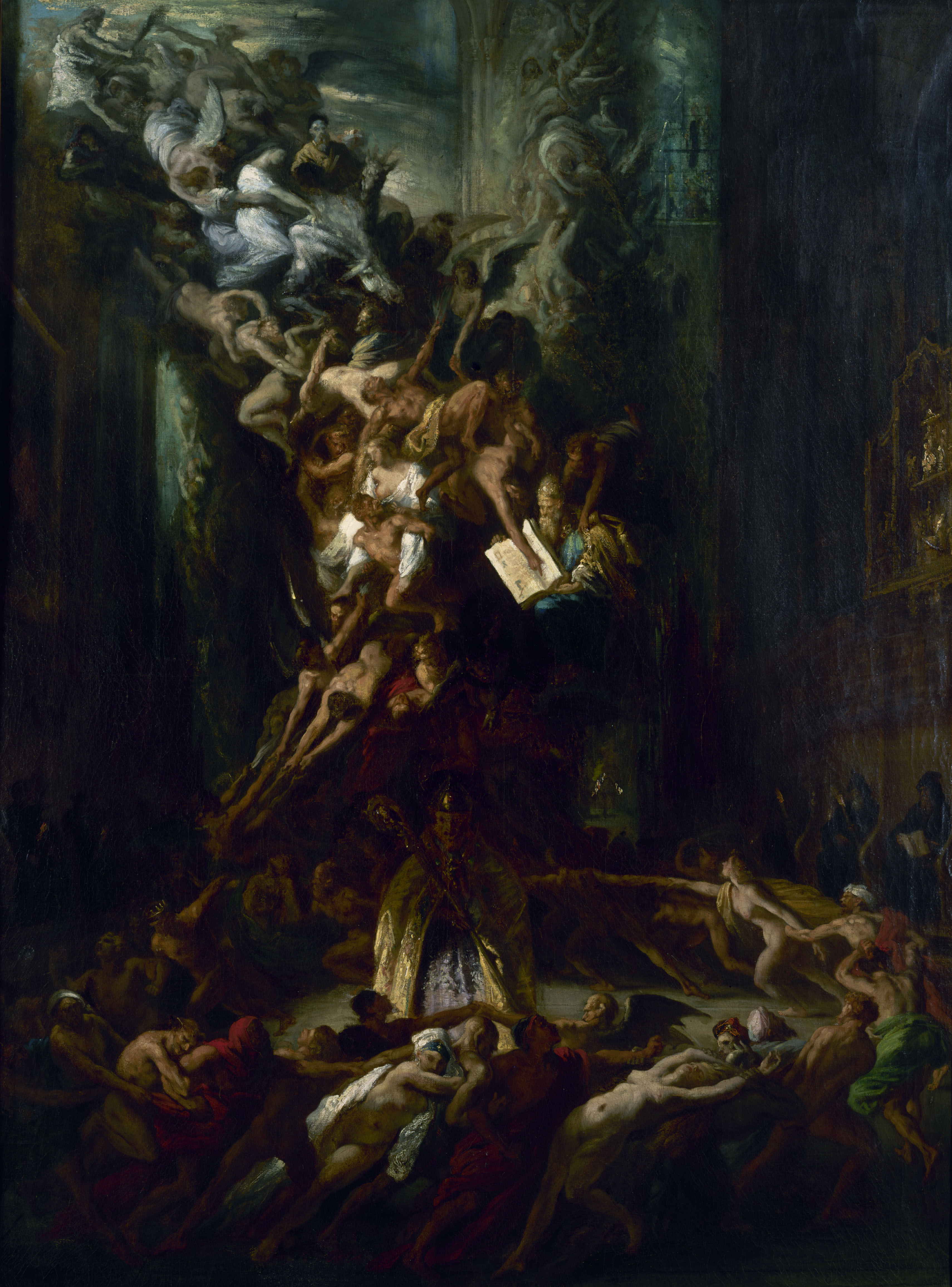
La Ronde du Sabbat, por Louis Candide Boulanger. Originalmente uma litografia de 1828, em que Boulainger se inspirou num poema de Victor Hugo sobre o tema, associando o sabá ao demoníaco e o antilitúrgico.

As descrições de sabás foram feitas ou publicadas por padres, juristas e juízes que nunca participaram dessas reuniões, ou foram transcritas durante julgamentos de feitiçaria. Se esses testemunhos refletem eventos reais é, para muitos estudos atuais, considerado duvidoso. Norman Cohn argumentou contra Margaret Murray que eles foram determinados em grande parte pelas expectativas dos interrogadores e pela livre associação por parte do acusado, e apenas refletiam a imaginação popular da época, influenciada pela superstição, medo e intolerância religiosa. Alguns dos relatos existentes do sabá terem sido dados quando a testemunha estava sendo torturada, pronta, portanto, para aceitar as sugestões feitas a ela.
Algumas poucas vozes contemporâneas defenderam uma viagem ao sabá "por ilusão" ou "na imaginação", como Jean Wier, Friedrich Spee, Alonso de Salazar y Frías ou Gabriel Naudé. A Igreja referente ao Concílio de Ancira admitirá no século XIX que os sabás eram "devaneios e ilusões". Ela recomendara já em 1657 "a mais grande prudência" nos julgamentos, pela voz de Alexandre VII.
Os participantes não pareciam necessariamente estar cientes de integrar uma cerimônia mística ou satânica; se muitos se declararam constrangidos a ir à hedionda reunião, outros sublinharam a liberdade de moral, o prazer do banquete e da dança, "uma estadia tão agradável e diversões tão deliciosas". O magistrado Pierre de Lancre reconhece que uma acusada, "mulher muito bonita [...], achava que não fazia mal ir ao sabá". Outra, sem malícia, até se surpreendera "que algo tão agradável e prazeroso fosse punida ou processada". As minutas dos processos registraram as palavras do réu, ou sua aquiescência forçada perante o juiz.

Uma festa campesina não religiosa mais do que pagã, tem pontos em comum com o carnaval da cidade (e o Halloween/Samain, "carnaval em novembro), a mais visível das quais (além da dança, da transgressão, mesmo da inversão e das refeições de carne) é a máscara (diferente conforme o escalão social, que talvez confira o anonimato a tal notável civil ou religioso e evita denúncias). Uma saída ou manifestação da liberdade dos sentidos, só pode provocar a angústia e a hostilidade dos garantes da moralidade, especialmente se as mulheres encontrarem nele ousadia e contentamento. Segue-se um dramático mal-entendido onde os camponeses confessam sem segundas intenções uma festa popular onde os acusadores a veem como um escandaloso ataque à autoridade e à moral. Segundo Sarane Alexandrian:
"Provavelmente não havia sábado nesta região [País Basco] antes da chegada de Lancre, conselheiro do Parlamento de Bordeaux, no máximo quatro festivais sazonais aos quais uma garota confessa ter ido. Assim que ele começa seu cargo de Inquisidor, há um toda segunda-feira, depois toda noite; e talvez alguns tenham sido realmente organizados, por desafio."
O sabá, como tal, poderia ser apenas uma invenção fantasiosa, daqueles que o procuravam, bem como apenas uma visão romântica dos atuais apologistas. O historiador Brian P. Levack afirma: "Repetimos: não temos nenhuma prova da existência real de um culto de bruxaria, nem que jamais existiu um grupo de pessoas que praticasse um ritual interpretável como bruxaria."

### Precisão contestada dos relatos de reuniões

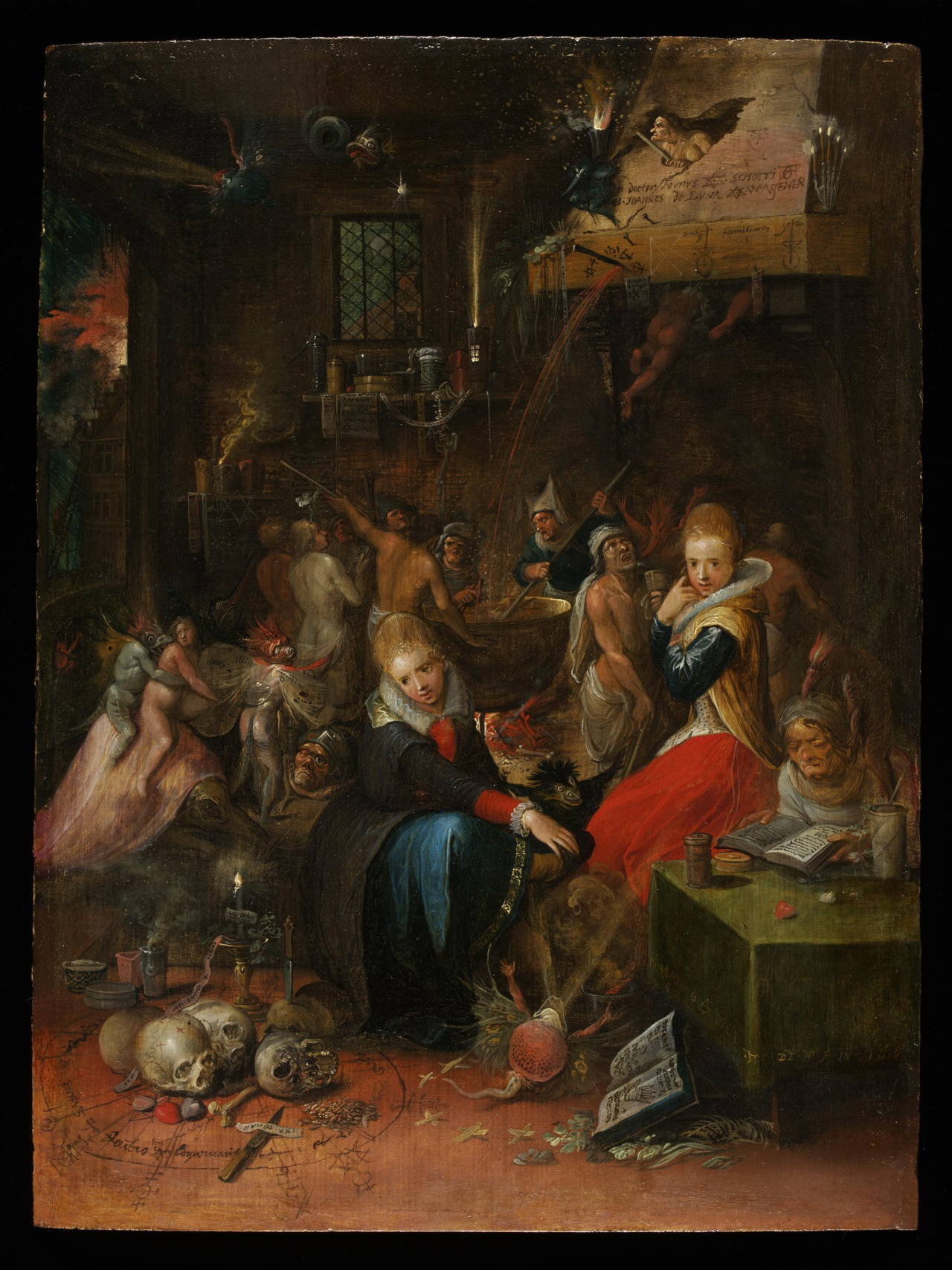
O Sabá das Bruxas (1606) de Frans Francken, o Jovem. Observam-se diabinhos amorosos, preparo de poções mágicas e voo mágico de bruxas subindo uma chaminé

Os pesquisadores modernos foram incapazes de encontrar qualquer corroboração com a noção de que houve reuniões físicas de praticantes de bruxaria. Em seu estudo "The Pursuit of Witches and the Sexual Discourse of the Sabbat", o historiador Scott E. Hendrix apresenta uma explicação dupla de por que essas histórias eram tão comumente contadas, apesar do fato de que os sabás provavelmente nunca ocorreram. Primeiro, a crença no poder real da feitiçaria cresceu durante o final da Idade Média e início da Europa moderna, à medida que uma visão doutrinária em oposição ao cânone Episcopi ganhou terreno em certas comunidades. Isso alimentou uma paranoia entre certas autoridades religiosas de que havia uma vasta conspiração clandestina de bruxas determinadas a derrubar o cristianismo. As mulheres além da idade reprodutiva eram um alvo fácil e eram o bode expiatório e culpadas pela fome, peste, guerra e outros problemas. Ter elementos lascivos e orgiásticos ajudou a garantir que essas histórias fossem retransmitidas para outras pessoas.
Com efeito, o sabá atuou como um truque de "propaganda" eficaz, fazendo com que o conhecimento do que essas autoridades acreditavam ser a ameaça real da feitiçaria se espalhasse mais rapidamente por todo o continente.
As descrições dos sabás foram feitas ou publicadas por padres, juristas e juízes que nunca participaram dessas reuniões, ou foram transcritas durante o processo dos julgamentos de feitiçaria. O fato de esses testemunhos refletirem eventos reais é considerado duvidoso pela maioria dos relatos. Promotores impunham suas visões de sabá sobre as vítimas nas interrogações. Os benandanti, por exemplo, a partir de suas histórias iniciais de visões noturnas, foram aculturados gradualmente por inquisidores. Norman Cohn argumentou que os relatos foram determinados em grande parte pelas expectativas dos interrogadores e pela livre associação por parte do acusado, e refletem apenas a imaginação popular da época, influenciada pela ignorância, medo e intolerância religiosa em relação a grupos minoritários.
Fontes mais cotidianas como tribunais de difamação e depoimentos de testemunhas contra a "gente astuta" não possuem quase nenhum relato a encontros de bruxas, o que evidencia que noções do sabá circulavam principalmente entre eruditos que liam e faziam referência a tratados demonológicos e processos judiciais anteriores, enquanto no discurso popular de bruxaria esse conceito permaneceu estranho.
Alguns dos relatos existentes do Sabá foram dados quando a pessoa que os relatava estava sendo torturada, e assim motivada a concordar com as sugestões feitas a eles. Christopher F. Black afirmou que o escasso emprego de tortura pela Inquisição Romana permitia que as bruxas acusadas não se sentissem pressionadas a fazer acusações em massa. Isso, por sua vez, significa que havia menos supostos grupos de bruxas na Itália e em lugares sob influência inquisitorial. Como o sabá é uma reunião de grupos coletivos de bruxas, a falta de acusações em massa significa que a cultura popular italiana estava menos inclinada a acreditar na existência do sabá negro. A própria Inquisição também manteve uma visão cética em relação à legitimidade das assembleias sabáticas.

### Elementos rituais

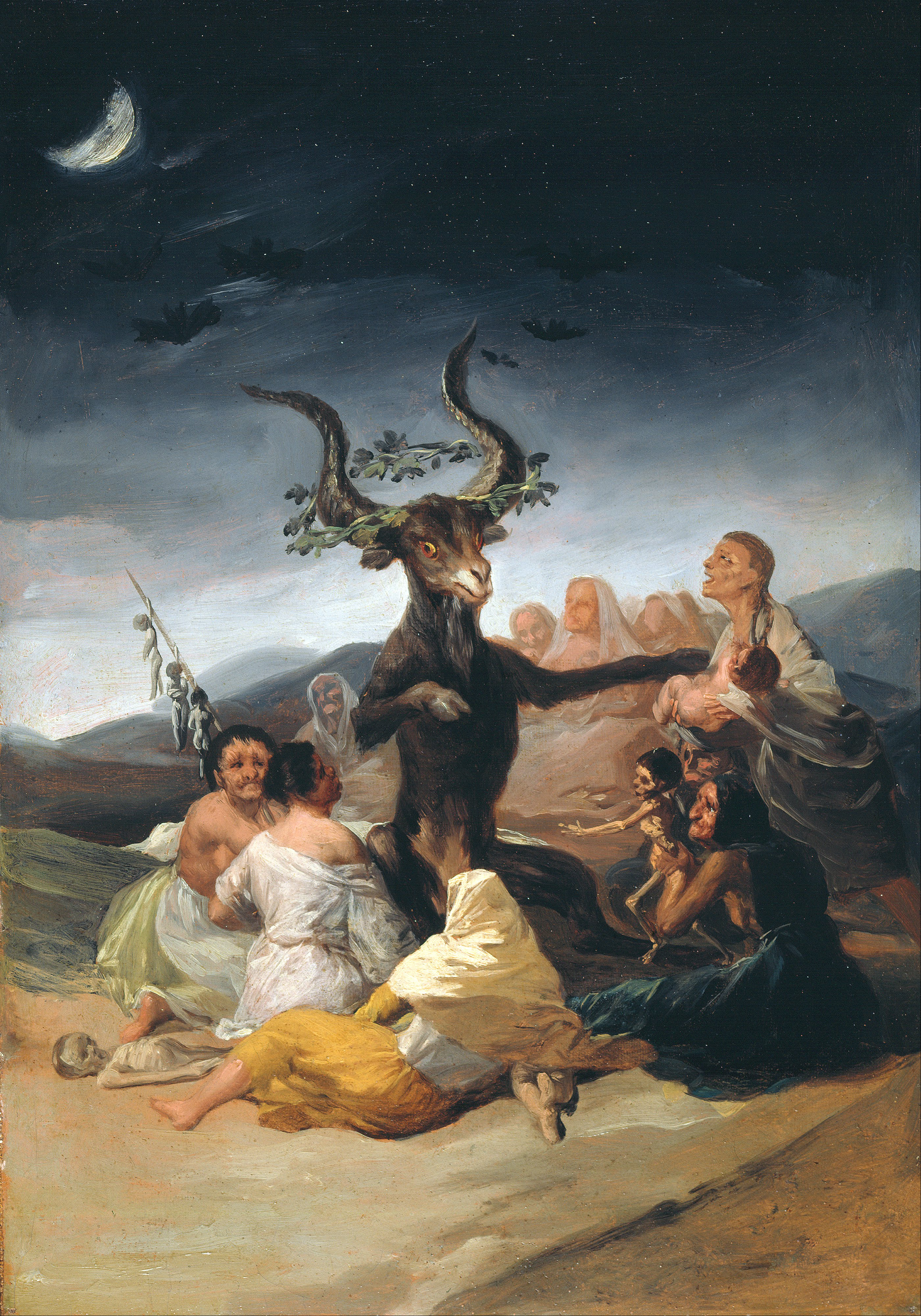
Aquelarre (Sabá das bruxas bascas /espanholas; por volta de 1797-1798) de Francisco Goya.

Muitos dos elementos diabólicos do estereótipo do sabá das bruxas, como comer bebês, envenenar poços, profanar hóstias ou beijar o ânus do diabo, também foram feitos sobre seitas cristãs heréticas, leprosos, muçulmanos e judeus. O Errores Gazariorum (Erros dos cátaros), que menciona o Sabá, embora não discuta o comportamento real dos cátaros, leva o nome deles, na tentativa de vincular essas histórias a um grupo cristão herético.
Mais recentemente, estudiosos como Emma Wilby argumentaram que, embora os elementos mais diabólicos do estereótipo sabático das bruxas tenham sido inventados por inquisidores, os próprios suspeitos de bruxaria podem ter encorajado a circulação dessas ideias, baseando-se em crenças e experiências populares em torno do transgressão litúrgica, amaldiçoamento de ritos, conjuração mágica e reuniões de confraternização para concretizar suas descrições do sabá durante os interrogatórios.

### Possíveis conexões com grupos reais
Outros historiadores, incluindo Carlo Ginzburg, Éva Pócs, Bengt Ankarloo e Gustav Henningsen sustentam que esses testemunhos podem fornecer informações sobre os sistemas de crenças do acusado. Ginzburg descobriu registros famosos de um grupo de indivíduos no norte da Itália, chamando a si mesmos de benandanti, que acreditavam que saíam de seus corpos em espírito e lutavam entre as nuvens contra espíritos malignos para garantir a prosperidade de suas aldeias, ou se reuniam em grandes festas presididas por uma deusa, onde ela os ensinava magia e realizava adivinhações. Ginzburg relaciona essas crenças com testemunhos semelhantes registrados em toda a Europa, dos armiers dos Pirenéus, dos seguidores da Signora Oriente no século XIV em Milão e os seguidores de Richella e 'a sábia Sibillia' no norte da Itália do século XV; e muito mais longe, de lobisomens da Livônia, os dálmatas kresniki, húngaros táltos, romenos căluşari e ossétios burkudzauta. Em muitos testemunhos, essas reuniões foram descritas como ocorrências extracorpóreas, e não físicas.

### Papel dos alucinógenos aplicados topicamente

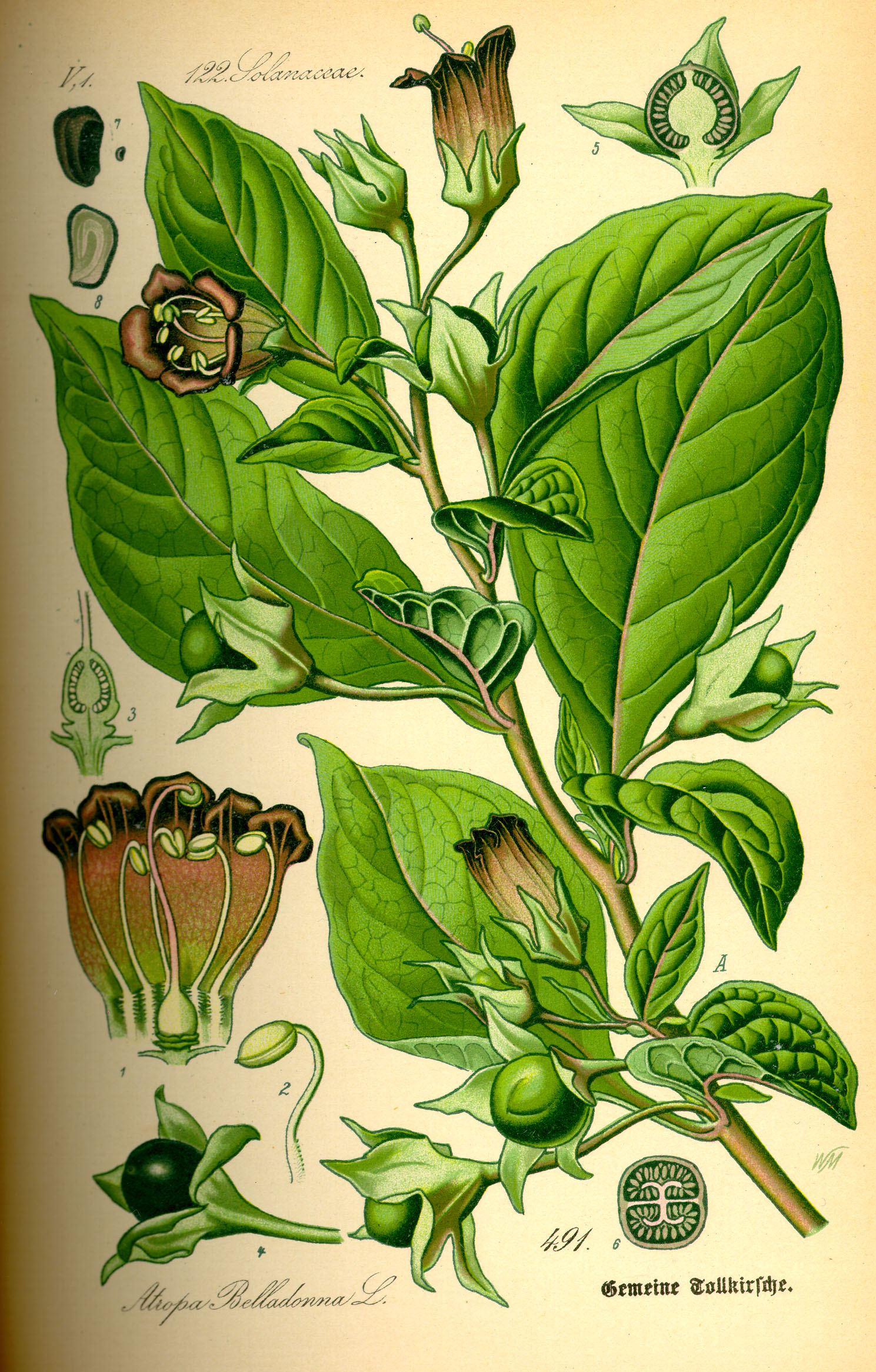
Um dos ingredientes do "unguento voador", a beladona mortal: Atropa belladonna (família: Solanaceae)

"Unguentos mágicos... produziram efeitos nos quais os próprios sujeitos acreditavam, afirmando mesmo que eles tiveram relações sexuais com espíritos malignos, estiveram no sabá e dançaram no Brocken com seus amantes... As alucinações peculiares evocadas pela droga era tão poderosamente transmitida da mente subconsciente para a consciência que pessoas mentalmente incultas... acreditavam que elas eram realidade."
As pesquisas de Carlo Ginzburg destacaram elementos xamânicos na bruxaria europeia compatíveis com (embora não invariavelmente incluindo) estados alterados de consciência induzidos por drogas. Nesse contexto, um tema persistente na feitiçaria europeia, que remonta à época de autores clássicos como Apuleio, é o uso de unguentos que supostamente confeririam o poder de "voar" e "metamorfosear-se". Receitas para tais "unguentos voadores" sobreviveram desde o início dos tempos modernos, permitindo não apenas uma avaliação de seus prováveis efeitos farmacológicos―com base em seus vários ingredientes vegetais (e, em menor grau, animais)―mas também a recriação real e a experimentação de tais preparações à base de gordura ou óleo. Ginzburg faz uma breve referência ao uso de enteógenos na bruxaria europeia no final de sua análise do Sabá das Bruxas, mencionando apenas os fungos Claviceps purpurea e Amanita muscaria pelo nome, e afirmando sobre a "pomada voadora":
"No sabá, os juízes cada vez mais frequentemente viam os relatos de eventos físicos reais. Por muito tempo, as únicas vozes discordantes eram as das pessoas que, referindo-se ao Canon episcopi, viam bruxas e feiticeiros como vítimas de ilusões demoníacas. No século XVI, cientistas como Cardano ou Della Porta formularam uma opinião diferente: metamorfoses de animais, fugas, aparições do diabo eram efeito da desnutrição ou do uso de substâncias alucinógenas contidas em misturas ou unguentos vegetais... Mas nenhuma forma de privação, nenhuma substância, nenhuma técnica extática pode, por si só, causar a recorrência de experiências tão complexas... .o uso deliberado de substâncias psicotrópicas ou alucinógenas, embora não explicando os êxtases dos seguidores da deusa noturna, do lobisomem, etc., os colocaria em uma dimensão não exclusivamente mítica.

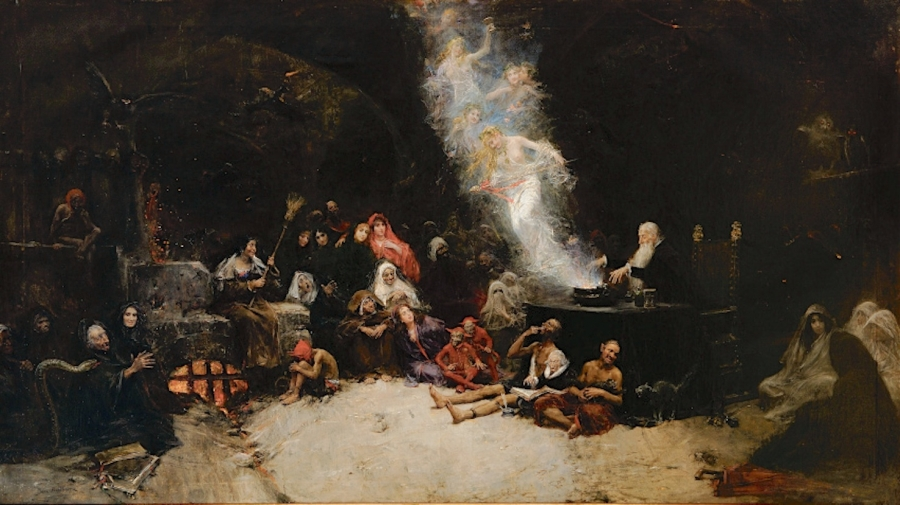
Aquelarre de bruxas (1876), por José Benlliure Gil, retratando um feiticeiro alquimista conjurando com um caldeirão

Em suma, um substrato do mito xamânico poderia, quando catalisado por uma experiência com drogas (ou simples fome), dar origem a uma 'viagem ao sabá', não do corpo, mas da mente. Ergot e o cogumelo agárico, embora alucinógenos, não estavam entre os ingredientes listados nas receitas da pomada voadora. Os ingredientes ativos em tais unguentos eram principalmente, não fungos, mas plantas da família das solenáceas, mais comumente Atropa belladonna (beladona mortal) e Hyoscyamus niger (meimendro), rica em alcalóides tropanos. Outros ingredientes de beladona contendo tropano incluíam a mandrágora (Mandragora officinarum), Scopolia carniolica e Datura stramonium. Os alcaloides atropina, hiosciamina e escopolamina presentes nessas plantas solanáceas não apenas são alucinógenos potentes e altamente tóxicos, mas também solúveis em gordura e capazes de serem absorvidos através da pele humana intacta.

## Representações nas artes

### Literatura

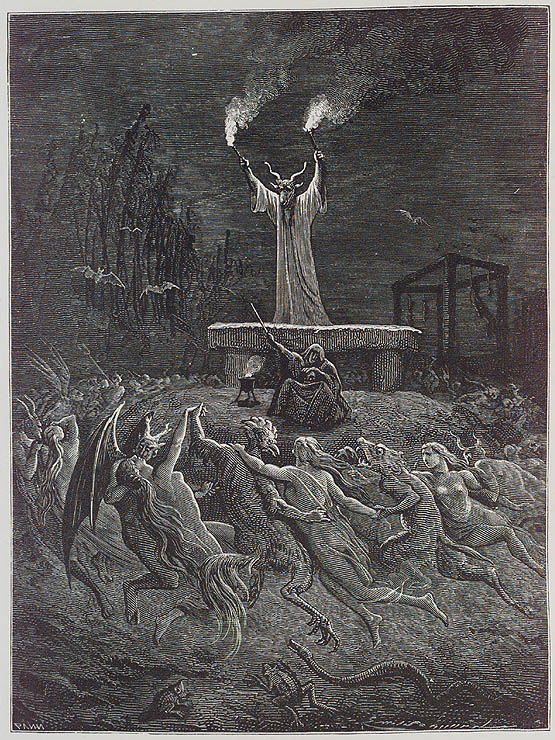
La danse du Sabbat, artista Émile Bayard: ilustração de Histoire de la Magie por Jean-Baptiste Pitois, Paris, 1870: dança circular de bruxas nuas e demônios ao redor do Diabo em pé sobre um dólmen no topo de um túmulo.

Talvez influenciado pelo Colóquio dos Cães, de Cervantes, o universo da feitiçaria inspirou trinta obras em Goya (sete pinturas e 23 gravuras), várias das quais evocam o sabá e temas relacionados, como as metamorfoses dos animais, o aplicação de unguentos e o vôo de bruxas. Assim, em Aguarda que te unten, uma bruxa se prepara para fugir voando na forma de uma cabra. O caráter estereotipado das analogias temáticas entre o escritor e o artista não é suficiente para provar uma inspiração direta, mas ilustra, por outro lado, que esse fundo cultural comum é uma fonte de criatividade perene.
A décima quinta litografia da série de Eugène Delacroix utilizada para ilustrar o Fausto de Goethe representa Marguerite no sabá, destacando-se por suas dimensões singulares, sua horizontalidade e a cena secundária que faz parte da cena principal. Mostra a visão de Marguerite no final da cerimônia, com o cabelo puxado por um demônio, enquanto Fausto a encara com os olhos arregalados e Mefistófeles desvia o olhar.
Na década de 1820, o sabá tornou-se um tema do romantismo francês. Assim, a Infernaliana de Charles Nodier descreve tal cerimônia retomando os estereótipos dos demonologistas, e Victor Hugo no poema "A Rodada Sabatina" da coleção Odes et Ballades compara-o à missa negra. A quantidade, a agitação, o barulho são constantes herdadas da representação tradicional do Submundo. De maneira mais geral, o sabá alimenta as representações sociais da noite parisiense, tanto nas celebrações carnavalescas quanto no medo dos círculos populares e do caos político.

### Pintura

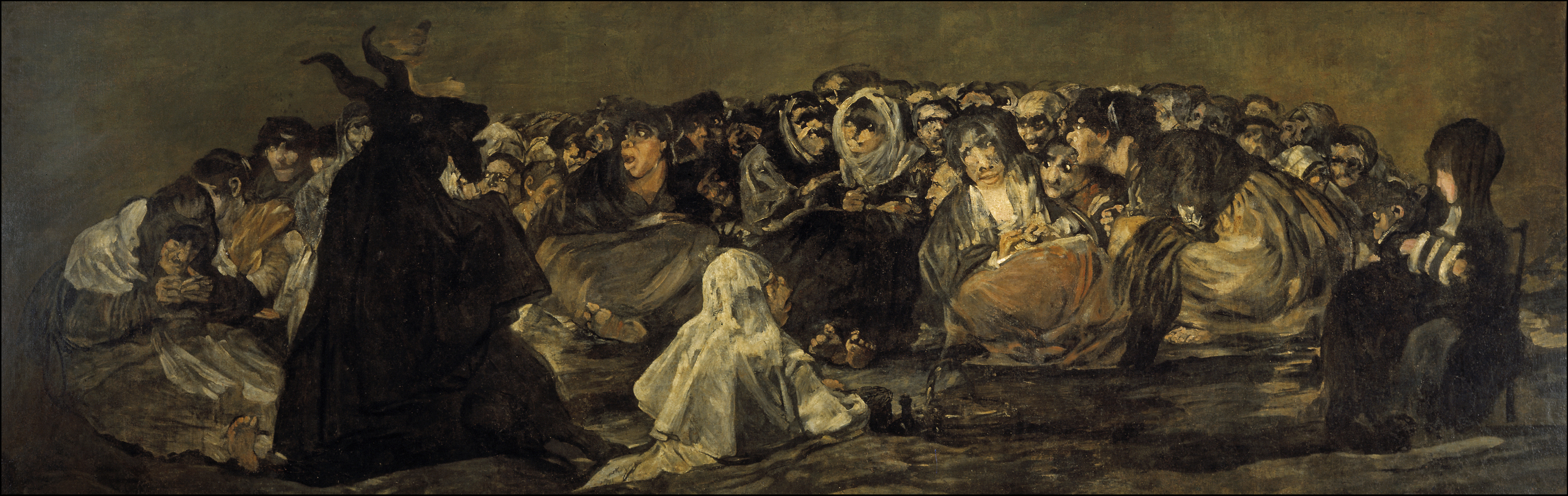
Francisco Goya - Aquelarre, também conhecida como O Grande Bode

- O sábado das bruxas por Hans Baldung (1510)
- Sabá das bruxas por Frans Francken (1606)
- Sabá das bruxas em ruínas romanas por Jacob van Swanenburgh (1608)
- Musa da Noite (Shabat das Bruxas) de Luis Ricardo Falero (1880)

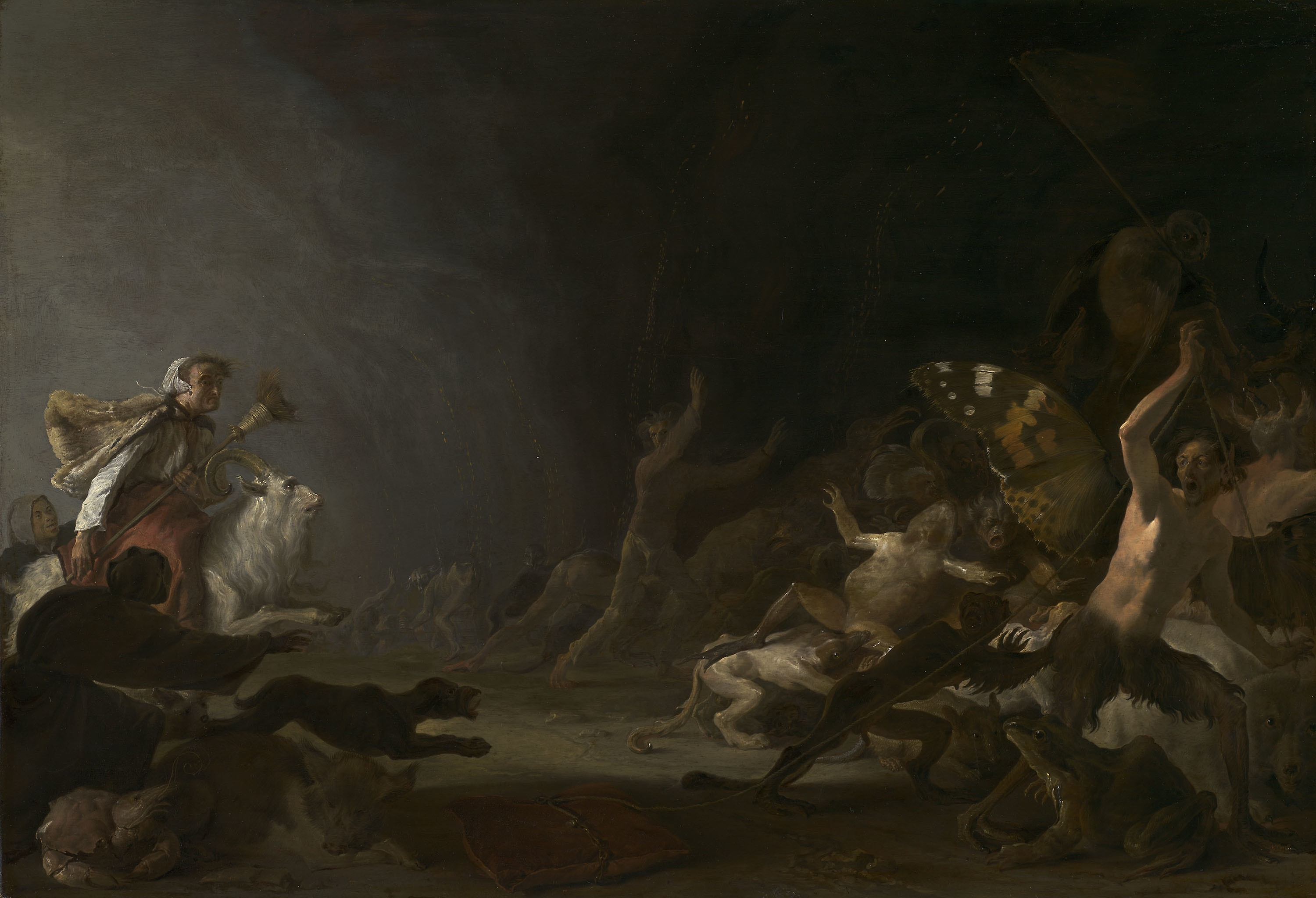
Um Sabá de Bruxas (c. 1650), por Cornelis Saftleven